# Cuffia (copricapo)

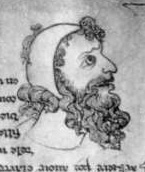
Cuffia maschile.

La cuffia è un tipo di copricapo stretto ed aderente che copre la parte superiore, posteriore e laterale della testa.

## Storia
Era utilizzata già presso gli antichi Egizi, difatti nella tomba di Tutankhamon ne fu rinvenuta una in lino. Vari bassorilievi presenti nell'arte ittita raffigurano donne portanti la cuffia, basti pensare alla Regina alla mensa.
In Grecia, intorno al V secolo a.C. si diffuse la cuffia denominata cecrifalo, mentre a Roma la cuffia era costituita da una reticella avvolgente i capelli.
La cuffia veniva indossata in Inghilterra e in Scozia dagli appartenenti a tutte le classi sociali dal Medioevo al diciassettesimo secolo e negli anni successivi come copricapo "vintage" delle contadine e dei bambini.
Durante il periodo Tudor (in seguito Stuart in Scozia) e prima, le cuffie erano normalmente realizzate in lino grezzo e legate sotto il mento. Durante l'età elisabettiana e nei primi periodi dell'età di Giacomo I, erano frequentemente decorate con ricami e bordi di pizzo. Le cuffie venivano indossate al di sotto di ogni tipo di cappello o eventualmente da sole come copertura della testa in ambienti chiusi.
Le cuffie facevano parte anche della divisa di un alto grado, ormai estinto, dell'avvocatura inglese, il Serjeant-at-Law. L'ordine della cuffia, società onorifica statunitense, prende il proprio nome dall'usanza dei suoi membri di usare tale copricapo.
Una particolare tipo di cuffia, realizzato in maglia di metallo, faceva parte dell'armatura dei cavalieri, proteggendo la testa (escluso il viso), il collo e le spalle.
Al giorno d'oggi, le donne della chiesa di Gesù Cristo dei santi degli ultimi giorni (mormoni) indossano la cuffia come parte del proprio stile conservatore di abbigliamento.